# Elisabet Ney
Franzisca Bernadina Wilhelmina Elisabeth Ney (26 janvier 1833-29 juin 1907) est une célèbre sculptrice américaine d'origine allemande qui a passé la première moitié de sa vie et de sa carrière en Europe, produisant des portraits de chefs célèbres tels qu'Otto von Bismarck, Giuseppe Garibaldi et le roi Georges V de Hanovre. À l'âge de 39 ans, elle a émigré au Texas avec son mari, Edmund Montgomery, et est devenue pionnière dans le développement de l'art. Un fonds important de ses œuvres est conservé au Elisabeth Ney Museum, situé dans sa maison et atelier à Austin. D'autres œuvres sont conservées au Capitole de l'État du Texas, au Capitole des États-Unis, et au Smithsonian American Art Museum.

## Galerie

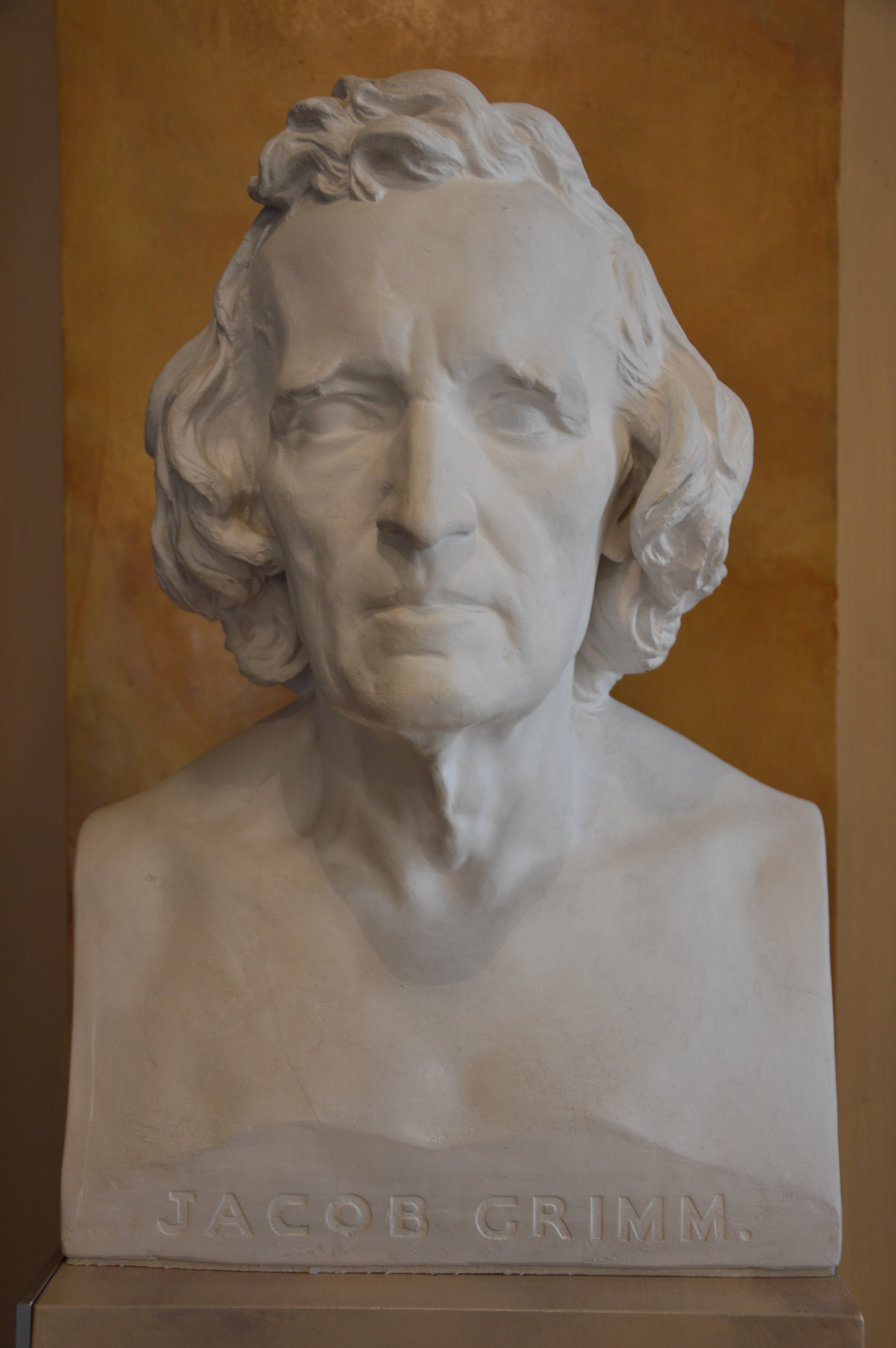
Buste de Jacob Grimm.
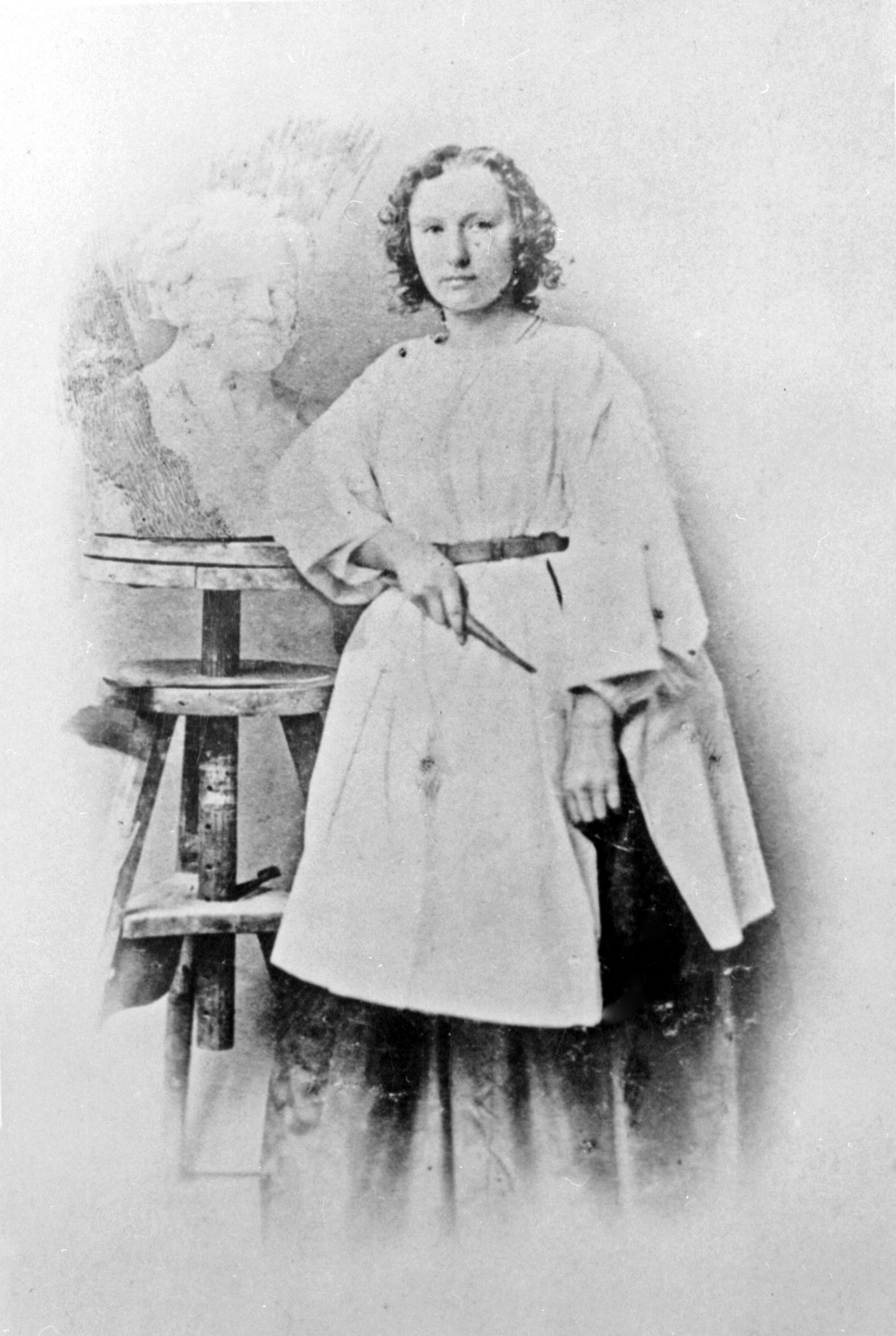
Elisabeth Ney c. 1859 avec un buste d'Arthur Schopenhauer.
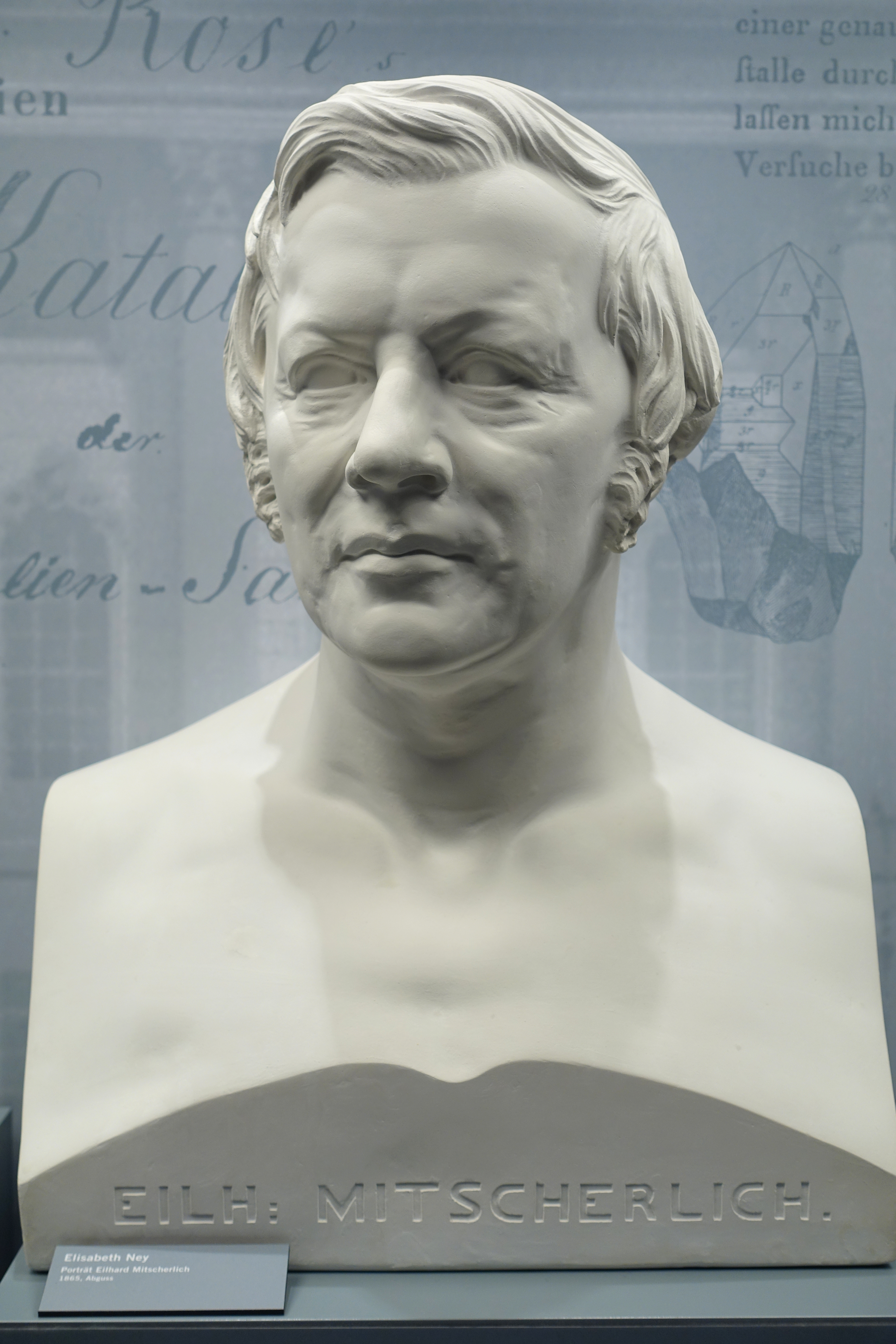
Buste d'Eilhard Mitscherlich.
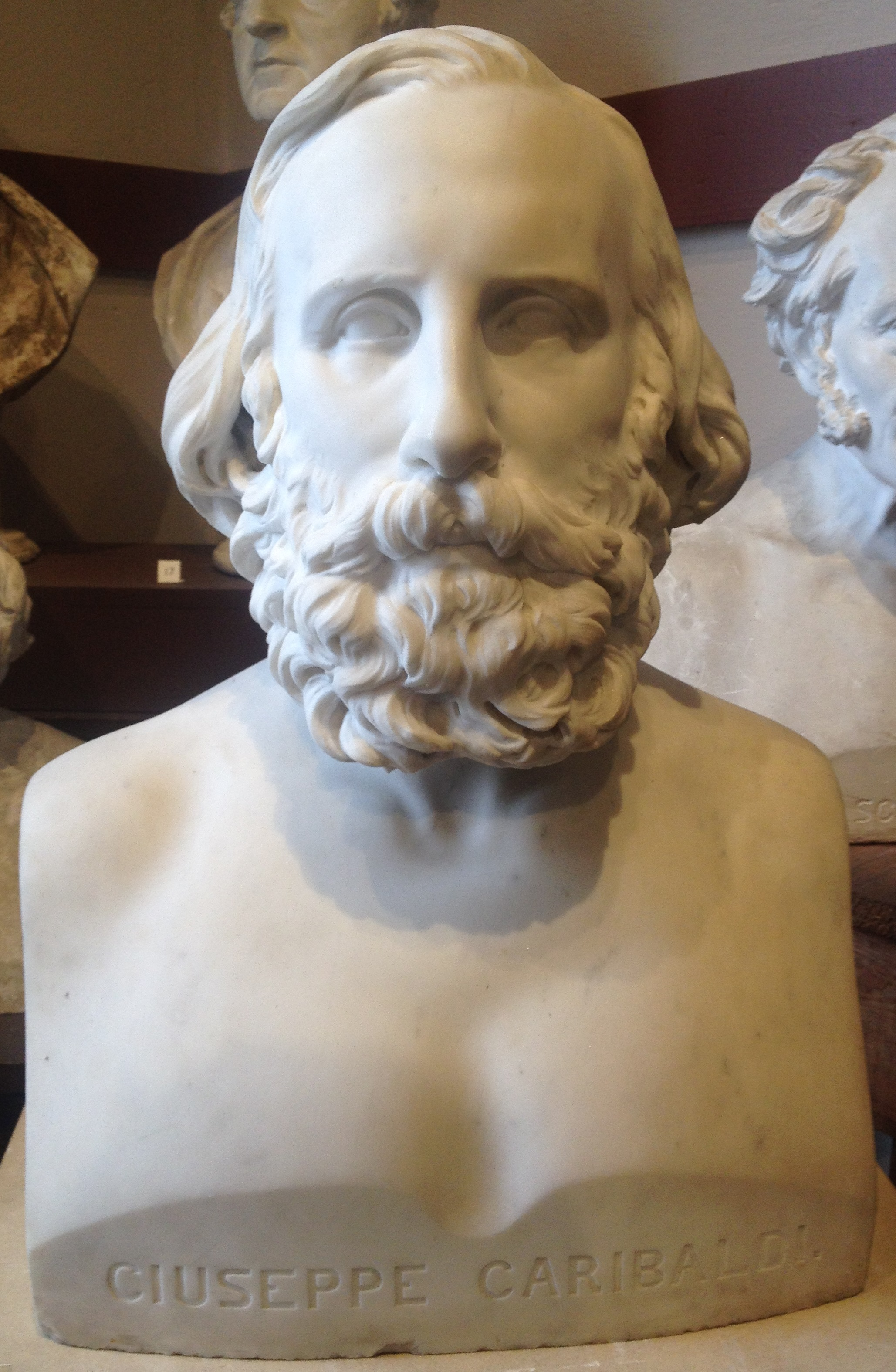
Buste de Giuseppe Garibaldi.
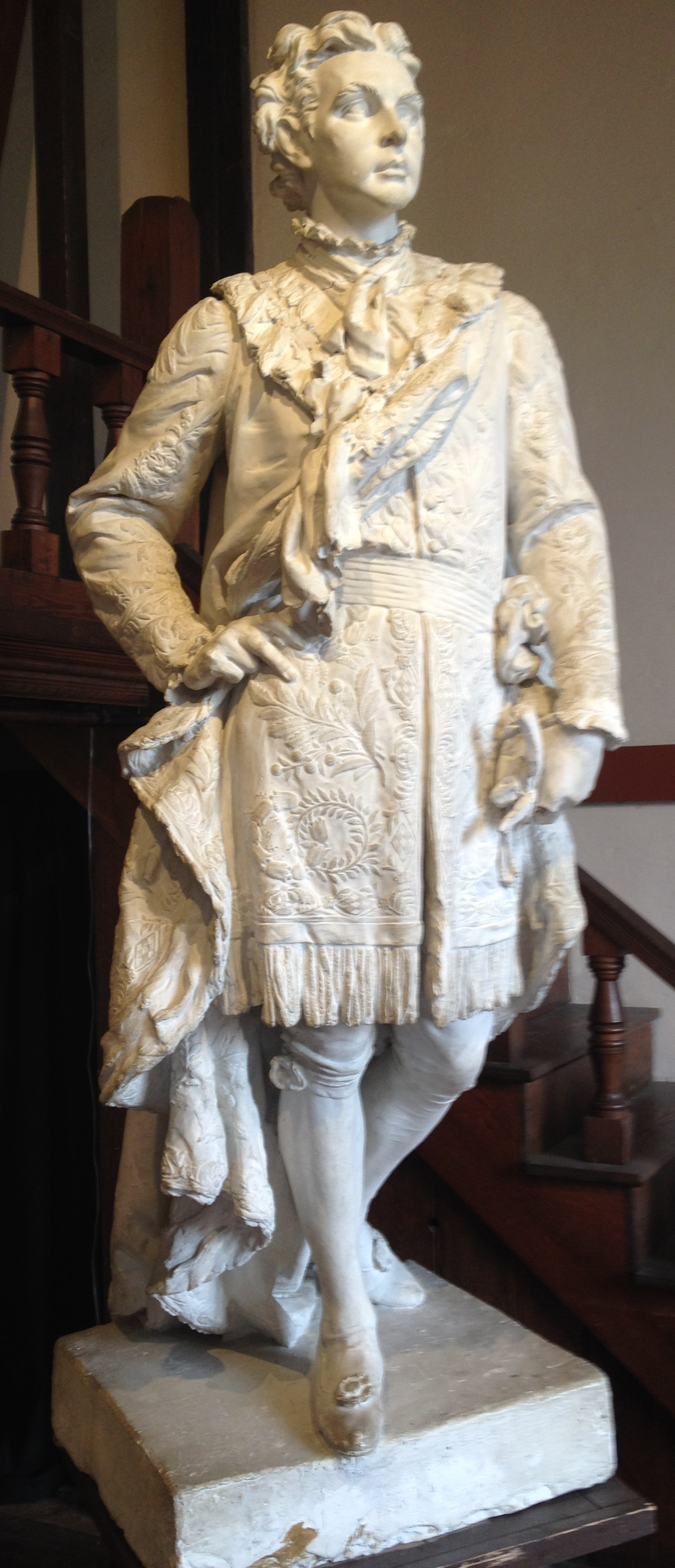
Statue de Louis II de Bavière.
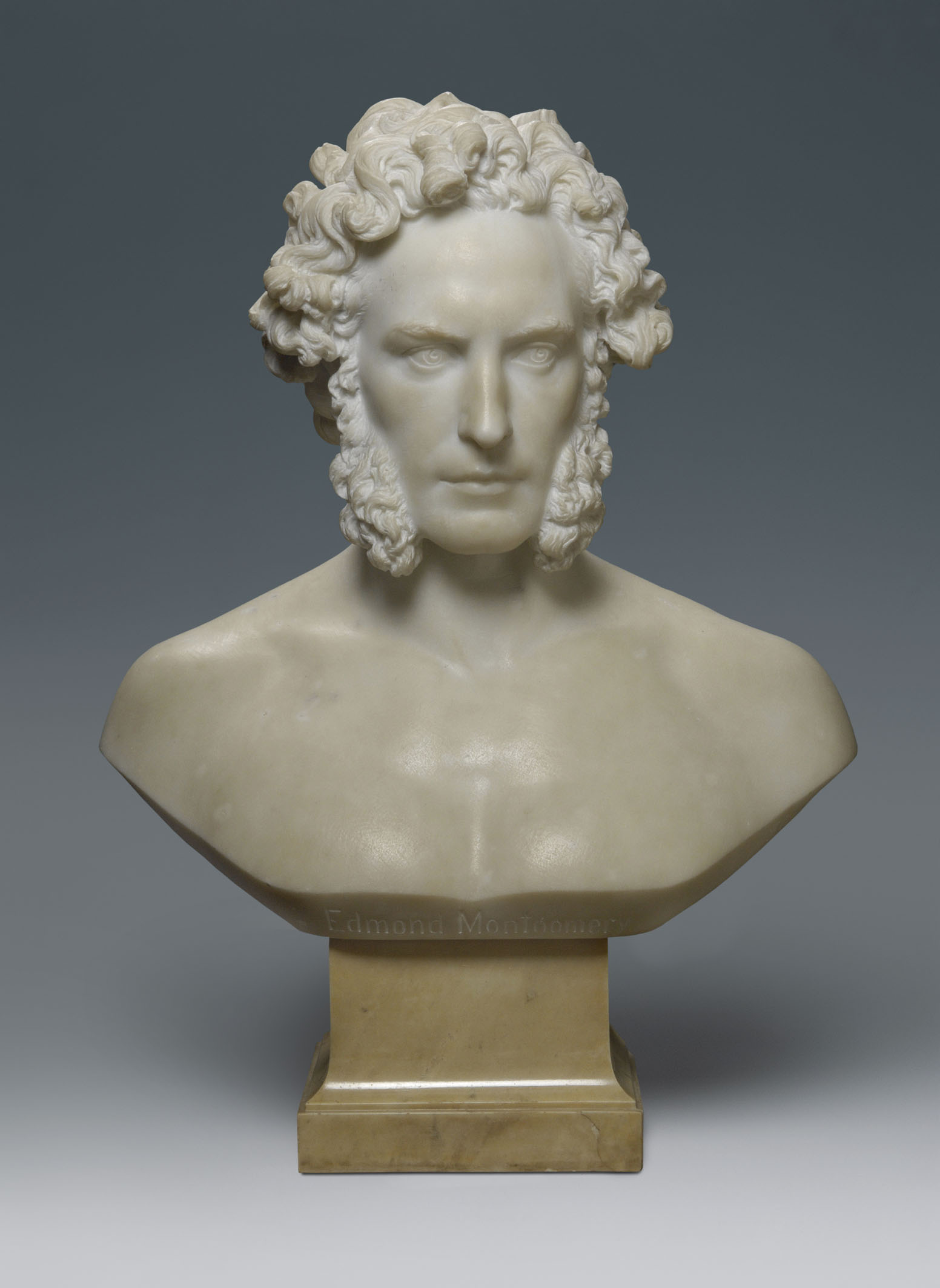
Edmund Montgomery.
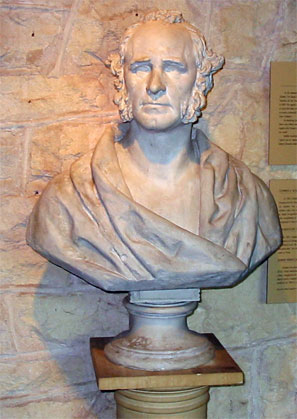
Sam Houston.
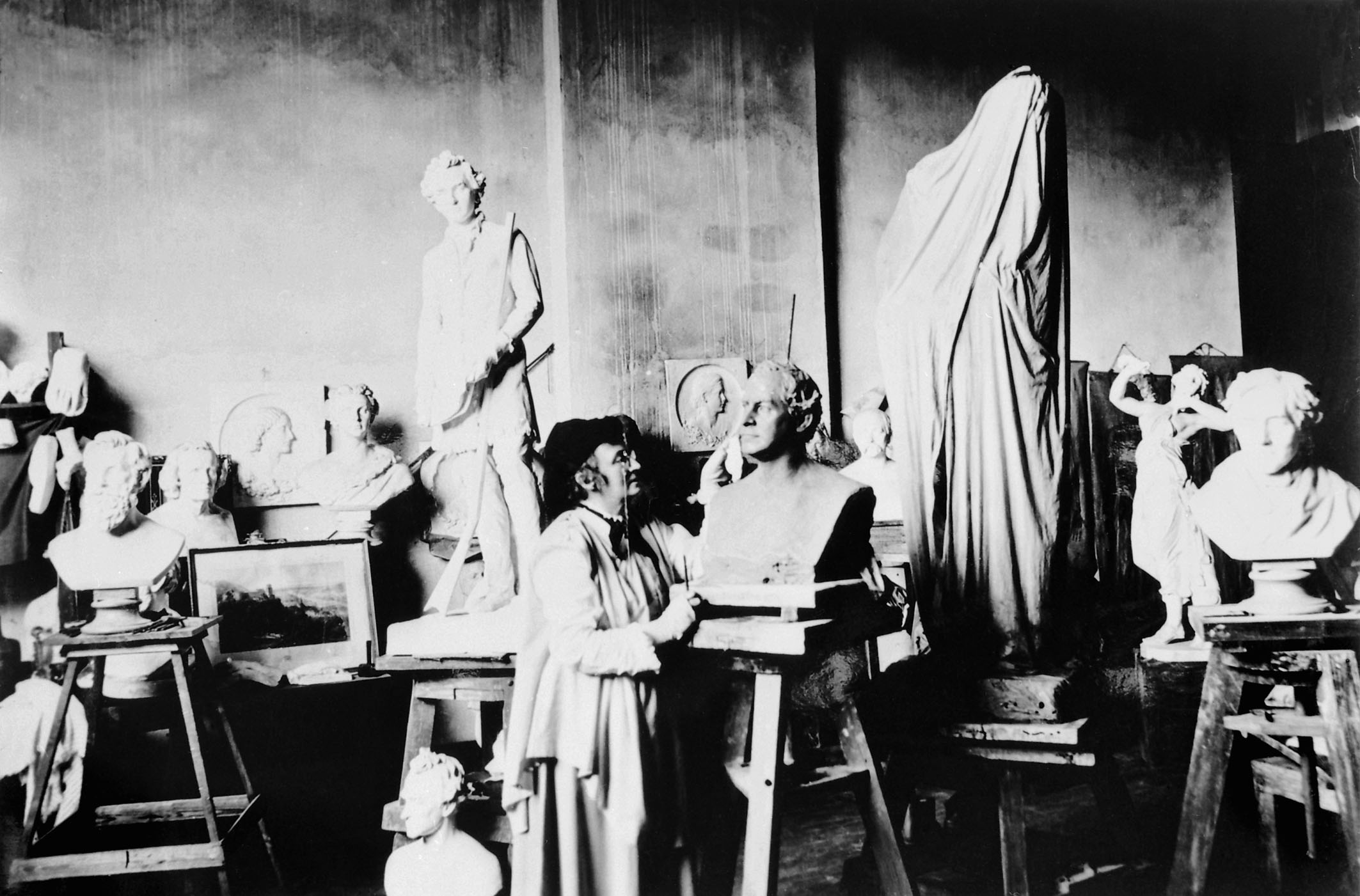
Elisabeth Ney dans son atelier au Texas circa 1900.
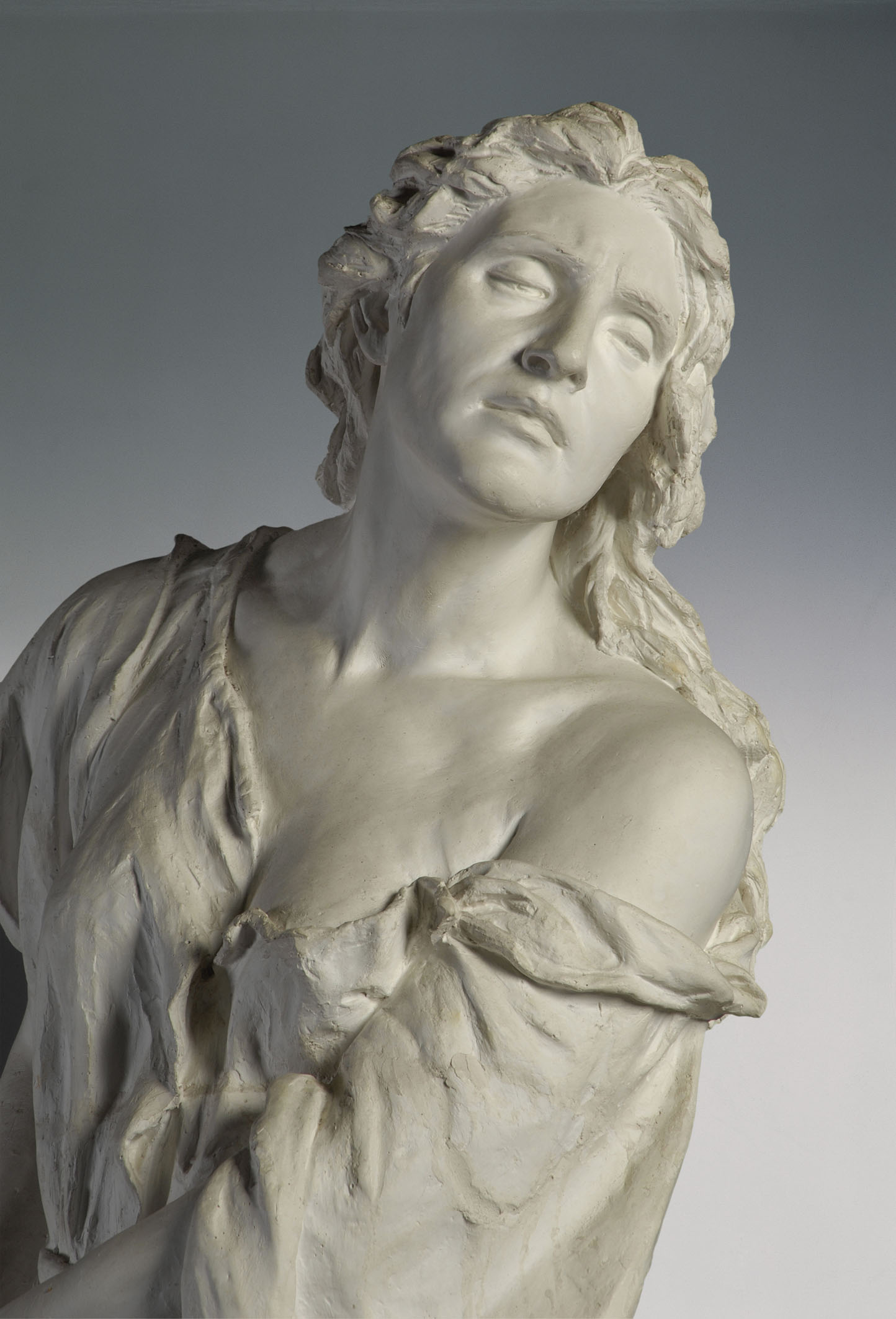
Lady Macbeth.
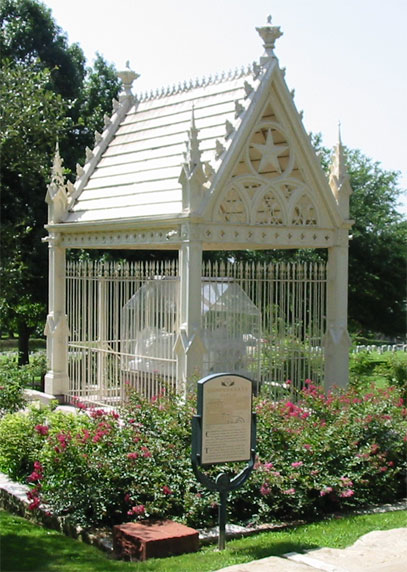
Tombe d'Albert Sidney Johnston au Texas State Cemetery.
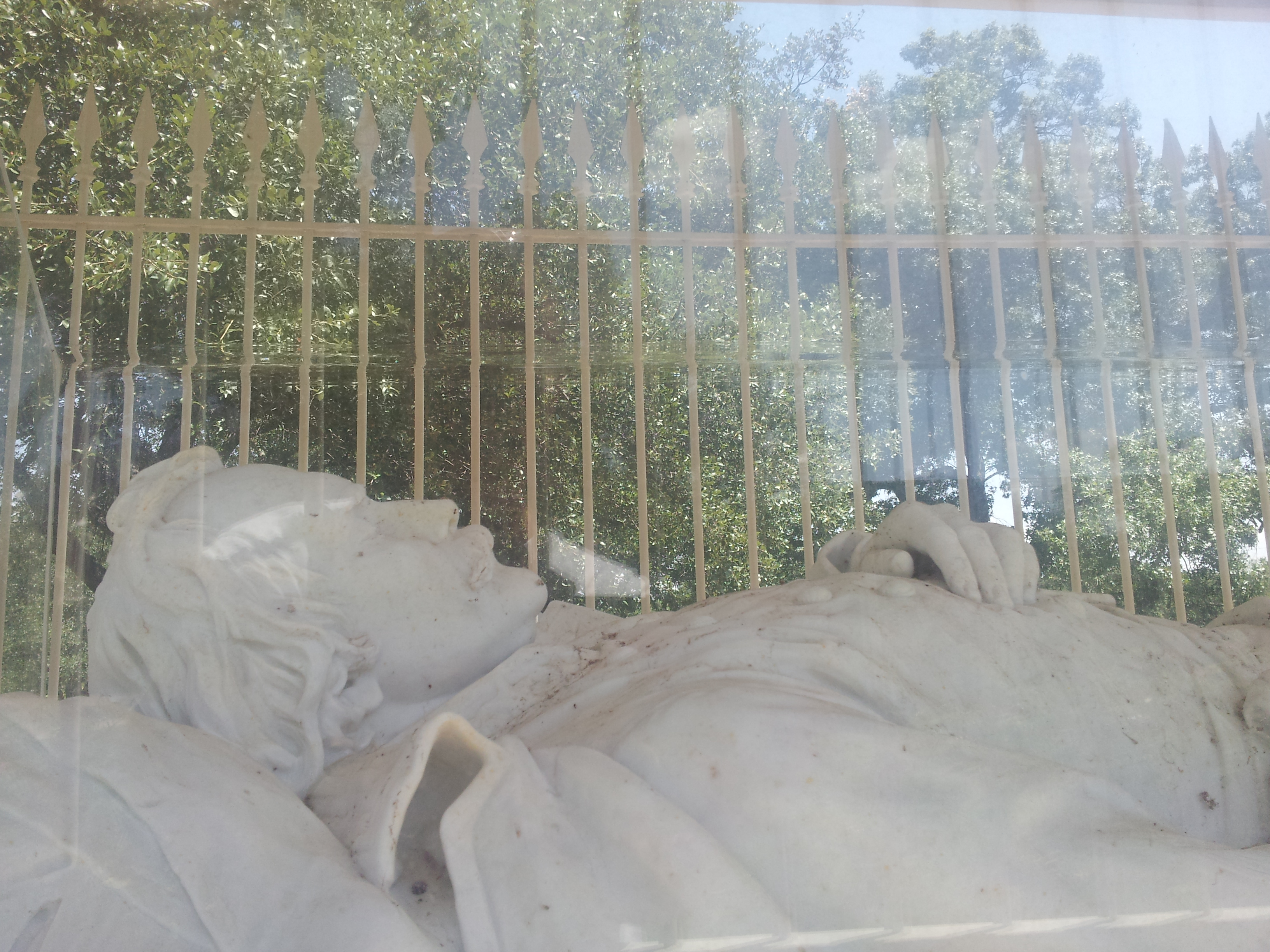
Statue d'Albert Sidney Johnston.
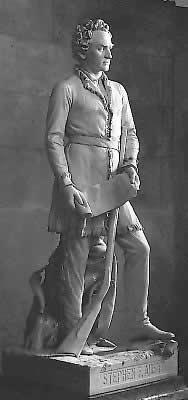
Statue de Stephen F. Austin offerte par le Texas au National Statuary Hall Collection.
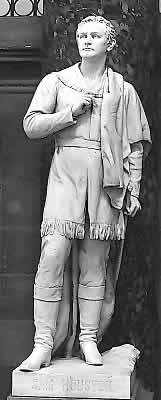
Statue de Sam Houston offerte par le Texas au National Statuary Hall Collection.
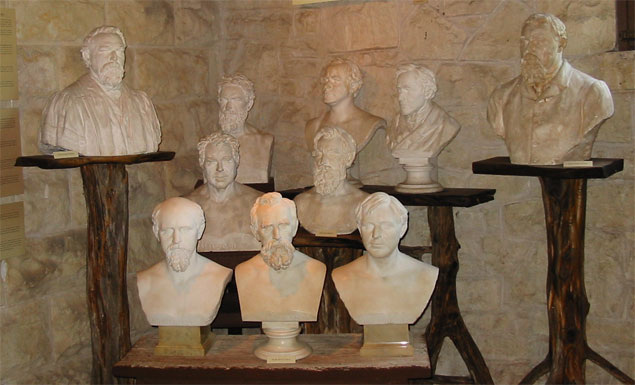
Elisabeth Ney Museum.